# Isabelle Nicoloso
Isabelle Nicoloso-Verger est une coureuse cycliste pistarde française, née le 13 février 1961 à Domont. Elle a notamment été championne du monde de vitesse en 1985.

## Palmarès sur piste

### Championnats du monde
- Zurich 1983
  -  Médaillée de bronze de la vitesse
- Bassano del Grappa 1985
  -  Championne du monde de vitesse

### Grands Prix
- Grand Prix de Paris : 1986

### Championnats nationaux
- Championne de France de vitesse : 1980, 1981, 1982, 1984 et 1985
- Championne de France du kilomètre : 1990 et 1991
- Championne de France de course aux points : 1991 et 1998

## Palmarès sur route
- 1984
  - 2e et 3e étapes des Journées Internationales de Dompaire
  - 2e du championnat de France sur route
- 1985
  - Tour du Territoire de Belfort
- 1986
  - 3e du championnat de France sur route
- 1987
  - 2e et 3e étapes des Trois jours de Vendée
  - 6e et 8e étapes de la Mi-Août Bretonne
  - 1 étape du Tour de la Drôme
  - 1 étape du Tour de l'Aquitaine
- 1988
  - 1 étape des Trois jours de Vendée
- 1991
  - 2 étapes du Tour du Finistère
  - 3e du Tour du Finistère
- 1992
  - 1 étape du Tour du Finistère
- 1994
  - GP Les Forges
- 1996
  - GP Les Forges
  - 1 étape du Tour de Navarre
- 1997
  - GP Les Forges
  - 3e du Prix de la Ville du Mont Pujols
- 1998
  - GP Les Forges
  - 3e du Prix de la Ville du Mont Pujols
- 2000
  - GP Les Forges

## Dopage
En 1987, elle est contrôlée positive lors de la semaine fédérale sur piste. Elle écope d'une suspension de 6 mois et 1 000 FF d'amende (environ 150 €).